# Chevron GTP

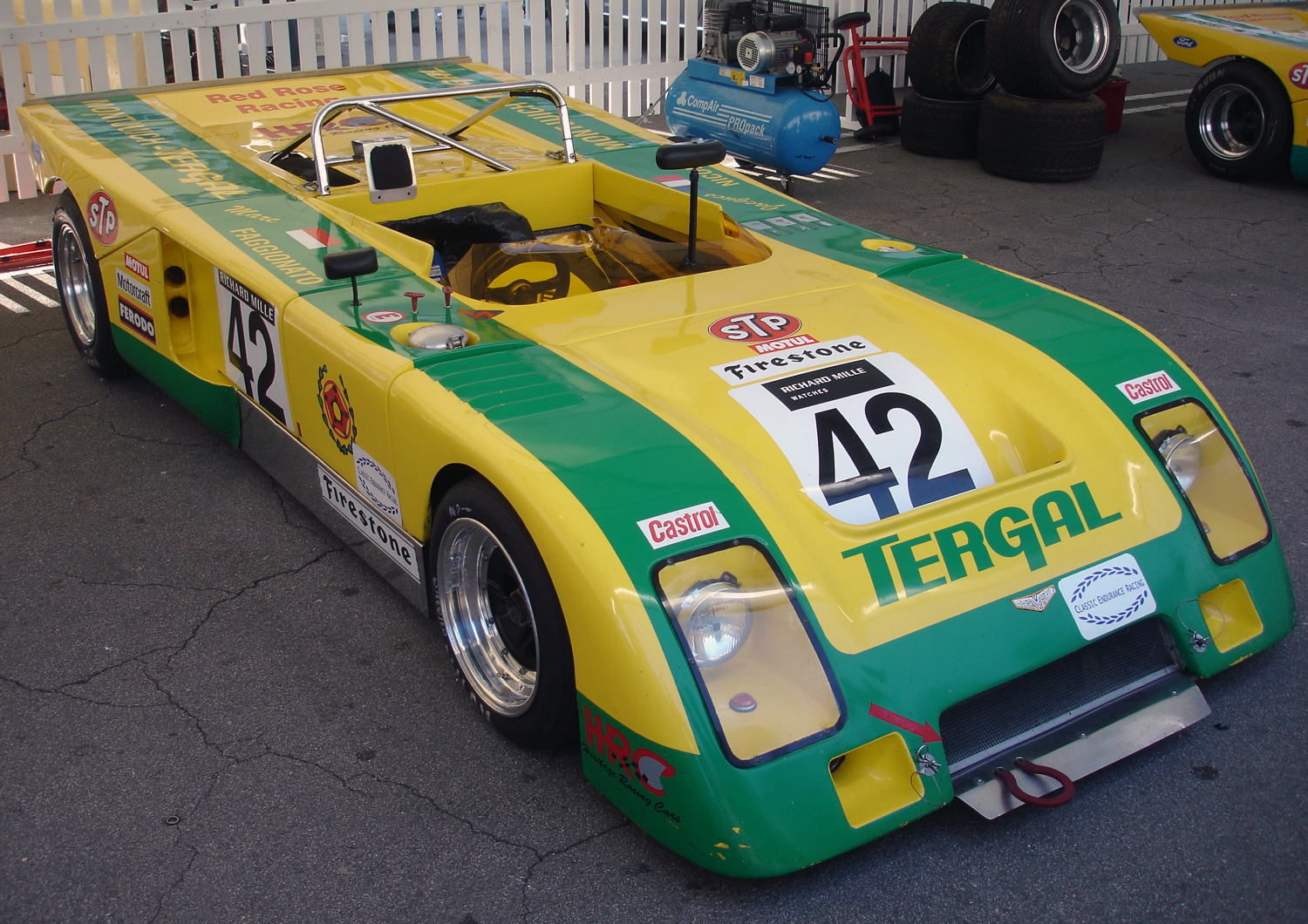
Chevron B21; ein B21-Fahrgestell stellte die Basis für den GTP dar

Der Chevron GTP war ein IMSA-Prototyp der von 1981 bis 1984 in der IMSA-GTP-Serie zum Einsatz kam.

## Entwicklungsgeschichte
Der Chevron GTP war ursprünglich ein Chevron-B21-Fahrgestell, das vom US-amerikanischen Rennfahrer Del Russo Taylor zu einem IMSA-Prototypen umgebaut wurde. Taylor, ein Dachdecker aus Florida, hatte kein Rennteam und bewerkstelligte die meiste Umbauarbeit selbst. Unterstützt wurde er von seiner Frau Janis, die Mechaniker, Sekretärin, Pressesprecherin und Fahrerin in Personalunion war. Taylor machte aus dem in den frühen 1970er-Jahren gebauten Spyder-Fahrgestell einen geschlossenen Rennwagen. Erreicht wurde dies durch den Einbau einer Chevrolet-Corvette-Frontscheibe und eines Stahlrahmens der als Dach fungierte. Im Laufe der Saison 1981 wurde das Heck durch eine Platte aus Kunststoff, mit dem Stahldach verbunden und das Cockpit nach hinten verschlossen. 
Als kam zu Beginn der originale 2-Liter-Alfa-Romeo-Motor zum Einsatz, der später durch einen Buick-V8-Motor ersetzt wurde. Versuche einen Porsche-Motor in das Chassis einzubauen blieben unvollendet. In der Geschichte der IMSA-GTP-Serie ist dieses Bastelauto der erste eigens für dieses Rennserie gebaute Prototyp.

## Renngeschichte
Gefahren wurde der GTP von Taylor zwischen 1981 und 1983 33-mal in der Serie. Nur acht Zielankünfte konnte er mit dem Wagen verzeichnen. Sein Renndebüt gab der Wagen beim 12-Stunden-Rennen von Sebring 1981, am Steuer Taylor selbst und sein Landsmann Rex Ramsey. Im Ziel wurde sie als 35. der Gesamtwertung gewertet und hatten 149 Runden Rückstand auf den siegreichen Porsche 935/80 von Hurley Haywood, Al Holbert und Bruce Leven. 
Die beste Platzierung im Schlussklassement hatte der Wagen beim 200-km-Rennen von Brainerd 1982 mit dem fünften Endrang. Zum letzten Mal gefahren wurde der GTP beim 1-Stunden-Rennen von Lime Rock 1984, das Taylor als Gesamtvierzehnter beenden konnte.